# František Pažout
František Pažout (25. listopadu 1909 – 1975) byl český botanik, pražský pěstitel kaktusů, specialista na rod Gymnocalycium.

## Dílo
- 1960: F. Pažout, J. Valníček, R. Šubík: Kaktusy
- 1962: Astrophytum asterias a jeho historie
- 1962: Kaktusy A.V. Friče v Backebergově monografii Die Cactaceae
- 1962: Historie mých rostlin druhu Gymnocalycium mihanovichii var. stenogonum Frič et Paž
- 1963: Historie našeho nejznámějšího rudokvětého Gymnocalycia
- 1963: Gymnocalycium denudatum (LK et OTTO) Pfeiff. 1828 a jeho okruh
- 1963: Nové popisy rostlin
- 1964: Gymnocalycia skupiny Muscosemineae ; Znovu o tom, co je Echinocactus famatimensis SPEG
- 1965: F. Pažout, J. Valníček, R. Šubík: Kaktusy